# محمد آصف آهنگ
محمد آصف آهنگ (زادهٔ ۱۳۰۴ خورشیدی در کابل – درگذشتهٔ ۲۰۱۵ در ونکوور، کانادا) نویسنده، پژوهشگر، فعال سیاسی و از چهره‌های تأثیرگذار در جنبش مشروطه‌خواهی سوم افغانستان بود. او بیش از هفت دهه در زمینه‌های تاریخ، سیاست و فرهنگ افغانستان فعالیت داشت و آثار متعددی از خود به‌جای گذاشت.

## زندگی‌نامه
محمد آصف آهنگ در سال ۱۳۰۴ خورشیدی در محلهٔ چوب‌فروشی‌های چنداول شهر کابل به دنیا آمد. پدرش میرزا مهدی‌خان، سرمنشی اعلیحضرت امان‌الله‌خان و از شخصیت‌های برجستهٔ جنبش مشروطیت دوم بود و مادرش امیر بیگم نام داشت.
میرزا مهدی‌خان در ۲۴ سنبله ۱۳۱۲ خورشیدی، به جرم تلاش برای بازگرداندن شاه امان‌الله، همراه با شماری از هم‌رزمانش در زندان دهمزنگ به دار آویخته شد. میر غلام‌محمد غبار در این‌باره می‌نویسد: «وقتی میرزا مهدی‌خان دید که محمدولی خان را پیش از دیگران به دار می‌آویزند، فریاد زد: ‘اول مرا به دار بیاویزید تا مرگ چنین مردی را نبینم.’»
با اعدام پدر، محمد آصف هشت‌ساله و برادرانش محمد یونس و محمد سلیمان از حق تحصیل محروم شدند، اما به همت و تدبیر مادرشان، آموزش سنتی را آغاز کردند.
آهنگ در خاطراتش دربارهٔ مادرش نوشته است:  «مادرم در جوانی بیوه شد. من و برادرانم مانند بسیاری از کودکانی که پدرشان قربانی سیاست شده بود، از مکتب اخراج شدیم. فضا چنان اختناق‌آمیز بود که حتی نزدیکان نیز از آمدوشد به خانه‌مان پرهیز می‌کردند. اما مادرم که زنی باسواد و مشروطه‌خواه بود، نگذاشت ما قربانی ترس و بی‌سوادی شویم. او مصمم بود ما راه پدر را ادامه دهیم. استقامت و بینش مادرم، نقش بزرگی در شکل‌گیری شخصیت من داشت. نخستین اطلاعاتم دربارهٔ نهضت مشروطه‌خواهی را از او دریافت کردم. حتی در هشتاد سالگی نیز در مظاهرات سیاسی شرکت می‌کرد.»

## فعالیت حرفه‌ای
با روی کار آمدن شاه محمود خان (۱۳۲۵–۱۳۳۲)، آهنگ توانست وارد فعالیت در نهادهای غیردولتی شود. در سال ۱۳۲۳ به‌عنوان کارمند نساجی افغان آغاز به کار کرد و به‌تدریج از مقام کاتب به ریاست این کارخانه رسید. در سال ۱۳۵۱ نیز در کارخانهٔ جنگلک در کابل فعالیت داشت و از سال ۱۳۶۰ تا ۱۳۶۴، ریاست نساجی افغان را برعهده داشت.
با روی کار آمدن رژیم کمونیستی و به‌دلیل امتناع از همکاری سیاسی با حکومت، بازنشسته شد.

## فعالیت سیاسی
آهنگ در سال‌های جوانی به مسائل اجتماعی و مبارزات سیاسی علاقه‌مند شد و مطالعاتی در زمینهٔ تاریخ افغانستان آغاز کرد.
در ۱۶ جدی ۱۳۲۹ خورشیدی، با تأسیس «جمعیت وطن»، آهنگ به این جمعیت پیوست. برادر بزرگ‌تر او، محمد یونس، نیز عضو «جمعیت ندای خلق» شد. در همین دوران، آصف آهنگ نام خانوادگی‌اش را از «مهدی‌زاده» به «آهنگ» تغییر داد.
در سال ۱۳۳۱، پس از زندانی شدن رهبران جنبش مشروطه‌خواهی سوم، رهبری عملی جمعیت وطن به آهنگ سپرده شد. پس از آزادی برادرانش از زندان، او نیز در شب عید قربان ۱۳۳۶، به همراه شماری از دیگر مشروطه‌خواهان، به اتهام همکاری با عبدالملک عبدالرحیم‌زی، به زندان افتاد و تا سال ۱۳۴۲ در زندان بود.
با پایان دورهٔ صدارت سردار محمد داوود، در سال ۱۳۴۲، آزاد شد و از سال ۱۳۴۴ تا ۱۳۴۷ به‌عنوان نمایندهٔ مردم کابل در شورای ملی افغانستان فعالیت کرد.

## مهاجرت
پس از جنگ‌های داخلی و سقوط حکومت دکتر نجیب‌الله، آصف آهنگ به پیشاور مهاجرت کرد و در سال ۱۳۷۴ به کانادا رفت. او در تبعید نیز فعالیت‌های فرهنگی و سیاسی خود را ادامه داد.

## فعالیت‌های علمی و پژوهشی
پس از کودتای ثور و ورود نیروهای اتحاد جماهیر شوروی به افغانستان، آهنگ از همکاری با حکومت خودداری کرد و در سال ۱۳۶۴ بازنشسته شد. در دوران پس از تقاعد، به نگارش کتاب‌های تاریخی پرداخت. با اعلام «مشی مصالحه ملی» از سوی دکتر نجیب‌الله، فعالیت‌های سیاسی مستقلی را با هدف برگزاری انتخابات آزاد آغاز کرد، اما با وقوع رویدادهای ثور ۱۳۷۱، ناگزیر به مهاجرت شد.
در دوران مهاجرت، افزون بر مصاحبه با رسانه‌ها، به نگارش آثار متعدد پرداخت. برخی از آثار او عبارت‌اند از:
- یادداشت‌ها و برداشت‌هایی از کابل قدیم، ۱۳۸۴، بنگاه انتشارات میوند، کابل
- جهان‌بینی عارف، دست‌نویس
- خاطرات زندان، دست‌نویس
- تاریخ ایدئولوژی‌های مختلف (۴ جلد)، دست‌نویس
- مجموعه مقالات (۱۰ جلد)، دست‌نویس
- قزلباش، دست‌نویس
- بازیگران عصر حاضر از امیر عبدالرحمان خان تا ببرک کارمل، دست‌نویس
- فارسی دری، شاعران و نمونه اشعار (۴ جلد)، دست‌نویس
- فارسی دری، طنزپردازان و نمونه کلام‌شان، دست‌نویس
- داستان‌های کوتاه طنز دربارهٔ وضعیت سیاسی–اجتماعی دهه‌های ۱۳۶۰ و ۱۳۷۰ خورشیدی
- سطری چند از تاریخ و چشم‌دیدهای من (فشرده‌ای از حوادث امروز)، ۱۳۷۶، آلمان
- جلادان تاریخ زیاداند، دست‌نویس
- جنبش هزاره‌ها و اهل تشیع در افغانستان (پاسخ به یارمحمد کهسار)، ۲۰۰۰، هامبورگ
- پاسخی به اتهامات نبی عظیمی، ۲۰۰۰، ناشر: دکتر مرادعلی روشندل، آلمان
- تاریخ افغانستان؛ یادداشت‌ها و برداشت‌ها، ۱۳۹۹، انتشارات واژه، کابل[۱]

## زندگی شخصی
آصف آهنگ با پوهندوی پروین شامل ازدواج کرد. حاصل این ازدواج سه فرزند به نام‌های کاوه آهنگ، رتبیل آهنگ و پرستو آهنگ مهدوی است.

## درگذشت
محمد آصف آهنگ در سال ۲۰۱۵ میلادی، در سن ۹۰ سالگی، در شهر ونکوور کانادا درگذشت.